# Unitate
Unitate (din lat. unitas, de la unus, «unu») se referă la: 1. calitate a ceea ce este unu (sens filosofic) sau 2. mărime finită luată ca termen de comparație cu toate mărimile de același gen care o conțin de un anumit număr de ori, de exemplu metrul (sens matematic).

## Descriere filosofică
În istoria filosofiei, problema unității trimite în primul rând la problema unității eului și a identității personale. 
Potrivit lui Leibniz, autentica unitate este «unum per se», prin opoziție cu unitatea agregatului, care rezultă dintr-o uniune între diverse elemente. Modelul acestei unități autentice este substanța individuală, adică sufletul sau entelehia. 
Potrivit lui Kant, dimpotrivă, unitatea este o categorie a intelectului care efectuază sinteza diversului. Unitatea eului ar fi astfel construită, fără să se poată afirma că i-ar corespunde o substanță sau «suflet».